# China CITIC Bank
China CITIC Bank (CNCB) — китайский банк, дочерняя структура государственного конгломерата CITIC Limited, которому принадлежит 66 % акций банка. На 2017 год 41-й крупнейший банк в мире по размеру активов (13-й китайский).

## История
Группа China International Trust and Investment Corporation (CITIC) была основана в 1979 году, в 1985 году в её составе было создано банковское подразделение, через два года оно стало отдельной структурой China CITIC Bank.
В 2007 году акции банка были размещены на фондовых биржах Гонконга и Шанхая. Это стало крупнейшим первичным размещением акций в 2007 году, оно принесло $5,4 млрд.
В 2014 году подчинение компании было переведено на CITIC Limited.
В апреле 2018 года China CITIC Bank приобрёл контрольный пакет (50,1 %) казахстанского банка Altyn Bank; этот банк был основан в 1998 году как дочерняя структура HSBC, в 2014 году был продан крупнейшему банку Казахстана Halyk Bank. Halyk сохранил за собой 40 % акций, остальные 9,9 % купила китайская табачная корпорация (China Tobacco Corporation). Активы Altyn Bank составляют около $1,2 млрд.
К концу июня 2023 года банком China CITIC было выдано кредитов на сумму 5,38 трлн юаней (748,4 млрд долл. США), что на 4,41 % больше, чем на конец 2022 года.

## Руководство
- Ли Цинпин председатель совета директоров China CITIC Bank Corporation с июля 2016 года, также занимает высокие посты в ряде других структур CITIC Group: исполнительный директор CITIC Group, заместитель главного управляющего в CITIC Limited, председатель совета директоров CITIC International Financial Holdings, вице-председатель CITIC-Prudential Life Insurance Company.
- Фан Хэин президент и главный исполнительный директор (CEO) с 27 февраля 2019 года, также член совета директоров CNCB (Hong Kong) Investment Limited, China CITIC Bank International Limited и CITIC International Financial Holdings[10].

## Деятельность
На конец 2020 года у банка было 1405 отделений в 155 городах КНР, они обслуживают 630 тысяч корпоративных и 88,32 млн розничных клиентов. На 2020 год банком было выпущено 92,6 млн кредитных карт.
В структуре активов из 7,5 трлн юаней в 2020 году 4,47 трлн приходится на выданные кредиты, 2,1 трлн на финансовые инвестиции. Из пассивов 4,528 трлн составляют депозиты, принятые от клиентов, ещё 1,16 трлн составляют депозиты, принятые от банков и других финансовых институтов. Около 95 % активов банка приходятся на КНР (включая Гонконг и Макао).
В структуре выручки 77 % приходится на чистый процентный доход (процентный доход 298 млрд, расход 147 млрд юаней). Почти половину выручки (46 %) даёт работа с корпоративными клиентами, на розничный банкинг приходится 41 %, остальное приносит работа на финансовых рынках.
|                     | 2004  | 2005  | 2006  | 2007  | 2008  | 2009  | 2010  | 2011  | 2012  | 2013  | 2014  | 2015  | 2016  | 2017  | 2018  | 2019  | 2020  |
| ------------------- | ----- | ----- | ----- | ----- | ----- | ----- | ----- | ----- | ----- | ----- | ----- | ----- | ----- | ----- | ----- | ----- | ----- |
| Выручка             | 11,15 | 13,66 | 17,93 | 27,96 | 40,37 | 40,98 | 56,36 | 77,09 | 89,71 | 104,8 | 124,8 | 145,5 | 154,2 | 157,2 | 165,8 | 187,9 | 195,4 |
| Чистая прибыль      | 2,427 | 3,083 | 3,858 | 8,322 | 13,35 | 14,32 | 21,51 | 30,82 | 31,03 | 39,18 | 40,69 | 41,16 | 41,63 | 42,57 | 44,51 | 48,02 | 48,98 |
| Активы              | 495,4 | 594,6 | 706,7 | 1011  | 1188  | 1775  | 2081  | 2766  | 2960  | 3641  | 4139  | 5122  | 5931  | 5678  | 6067  | 6750  | 7511  |
| Собственный капитал | 10,76 | 23,22 | 31,69 | 84,09 | 95,66 | 102,8 | 120,2 | 174,5 | 198,4 | 225,6 | 259,7 | 317,7 | 379,2 | 399,6 | 436,7 | 517,3 | 544,6 |

## Дочерние компании

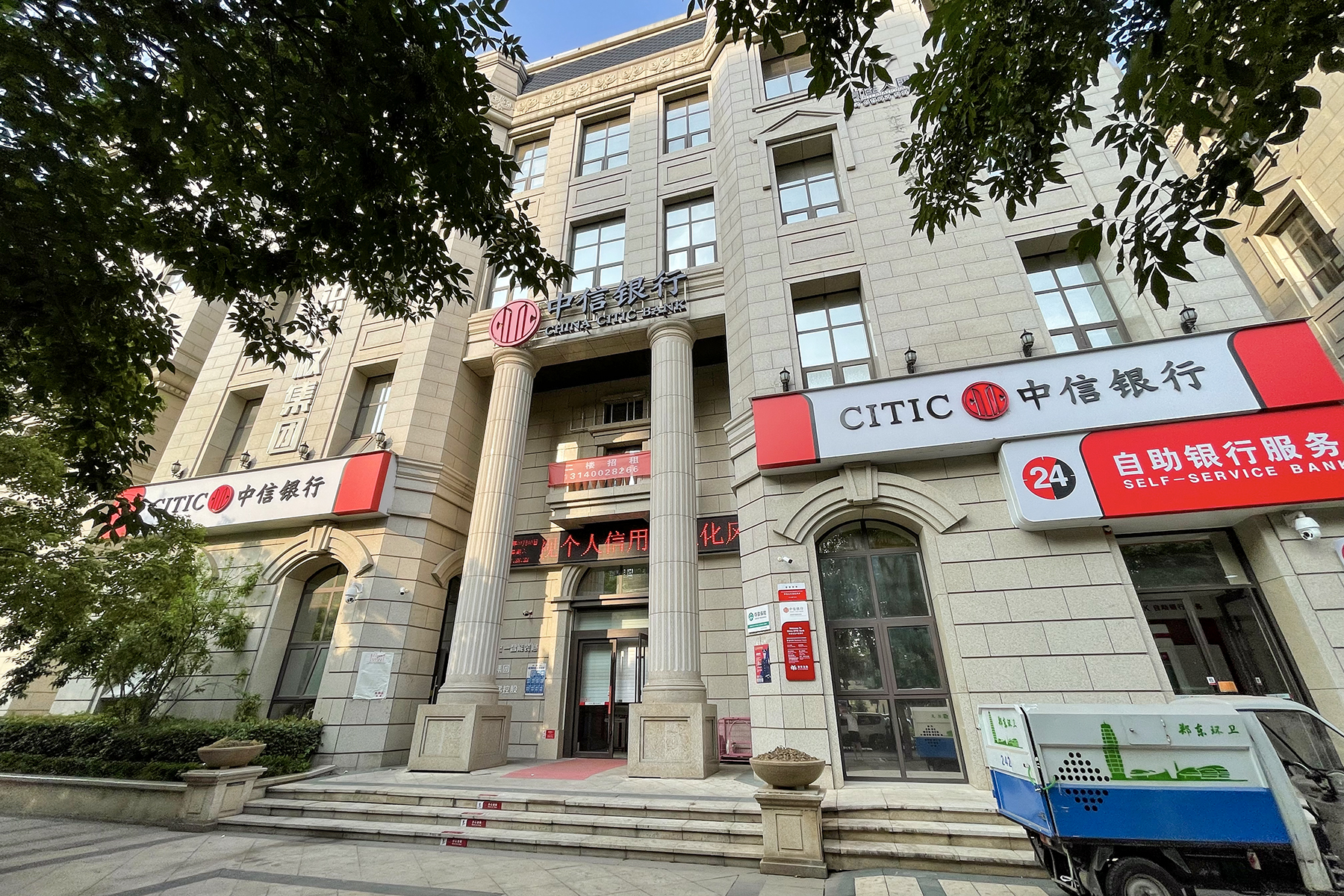
Отделение CITIC Bank в Чжэнчжоу

- CITIC International Financial Holdings Corporation Limited — образована на основе купленного в 1986 году гонконгского банка Ka Wah Bank; осуществляет деятельность в основном через CITIC Bank International; вторая составляющая холдинга, CITIC International Assets Management Limited, занимается управлением крупными частными капиталами (на неё приходится менее 1 % активов холдинга, которые составляют HK$366 млрд).
- CNCB (Hong Kong) Investment Co., Ltd. — инвестиционный банк с активами RMB21,9 млрд, основан в 1984 году.
- CITIC Financial Leasing Co., Ltd. — лизинговая компания, основанная в 2015 году; активы составляют RMB50 млрд; в основном занимается покупкой и сдачей в аренду солнечных батарей.
- Zhejiang Lin’an CITIC Rural Bank Limited
- CITIC aiBank Corporation Limited — интернет-банк, созданный в конце 2017 года совместно с Baidu (которому принадллежит 30 % акций); за первый год работы активы достигли RMB35,9 млрд, количество клиентов 12 млн.
- JSC Altyn Bank — казахстанский банк, в котором CITIC Bank принадлежит 50,1 % акций.